# Шестицилиндровые двигатели Subaru
Шестицилиндровые двигатели Subaru — шестицилиндровые оппозитные двигатели внутреннего сгорания, выпускаемые компанией Subaru в трёх различных поколениях. Двигатель ER27, созданный на основе четырёхцилиндрового двигателя EA, устанавливался на Subaru Alcyone VX (в США — XT6) с 1988 по 1991 год. Двигатель EG33, созданный на основе четырёхцилиндрового двигателя EJ, устанавливался на Subaru Alcyone SVX с 1991 по 1996 год. Двигатели EZ30 и EZ36 опционально устанавливались на Subaru Legacy (2002—2019), Subaru Outback/Lancaster (2001—2019) и Subaru Tribeca (2006—2014).

## ER27
Двигатель ER27 был представлен в ноябре 1985 года на концепт-каре Subaru ACX-II, демонстрация которого проходила на Токийском автосалоне. Серийный выпуск автомобиля был начат в августе 1987 года под названием Subaru Alcyone VX (в Северной Америке — Subaru XT6).
Мощность двигателя ER27 составляет 108 кВт (145 л. с.) при 5200 об/мин, а крутящий момент — 212 Н⋅м при 4000 об/мин.

## EG33
Двигатель EG33 устанавливался на Alcyone SVX, где работал в паре с четырёхступенчатой автоматической трансмиссией 4EAT как в переднеприводной, так и в полноприводной конфигурации.

## EZ30 и EZ36
В США двигатель EZ30 был представлен в ноябре 2000 года на Outback H6-3.0. В Японии двигатель EZ30 был представлен в мае 2000 года на Lancaster 6. Версия с двойным турбонаддувом была представлена в 2003 году на Subaru B11S.
В 2003 году двигатель EZ30 был обновлён. В 2005 году на Tribeca был представлен двигатель EZ30 II.
Двигатель EZ36 был представлен в 2008 модельном году на Tribeca. В 2009 модельном году двигатель EZ36 заменил двигатель EZ30 в моторной гамме Legacy и Outback.
В 2020 модельном году двигатель EZ36 был вытеснен четырёхцилиндровым турбированным двигателем FA24F, который был представлен в 2019 модельном году на Subaru Ascent.
| Двигатель   | Legacy / Outback | Legacy / Outback | Tribeca   | Tribeca | Мощность                             | Крутящий момент          |
| ----------- | ---------------- | ---------------- | --------- | ------- | ------------------------------------ | ------------------------ |
| EZ30D mk I  | 2000—2004        | Outback H6       | Н/Д       | Н/Д     | 162 кВт (217 л. с.) при 6,000 об/мин | 289 Н·м при 4,400 об/мин |
| EZ30D mk I  | 2000—2003        | Lancaster 6      | Н/Д       | Н/Д     | 162 кВт (217 л. с.) при 6,000 об/мин | 289 Н·м при 4,400 об/мин |
| EZ30D mk I  | 2002—2003        | GT30             | Н/Д       | Н/Д     | 162 кВт (217 л. с.) при 6,000 об/мин | 289 Н·м при 4,400 об/мин |
| EZ30D mk I  | 2002—2003        | RS30             | Н/Д       | Н/Д     | 162 кВт (217 л. с.) при 6,000 об/мин | 289 Н·м при 4,400 об/мин |
| EZ30 Turbo  | —                | —                | —         | —       | 294 кВт (394 л. с.) при 6,400 об/мин | 550 Н·м при 3,600 об/мин |
| EZ30D mk II | 2004—2009        | 3.0R             | 2006—2007 | (все)   | 180 кВт (241 л. с.) при 6,600 об/мин | 297 Н·м при 4,200 об/мин |
| EZ36D       | 2010—2019        | 3.6R             | 2008—2014 | (все)   | 191 кВт (256 л. с.) при 6,000 об/мин | 335 Н·м при 4,400 об/мин |